# Майкъл Кийн
Майкъл Винсънт Кийн (на английски: Michael Vincent Keane; роден 11 януари 1993 г.) е английски защитник, който играе за Евертън.
Кийн израства в юношеската школа на Манчестър Юнайтед, след което записва участия за тимовете на Лестър Сити, Дарби Каунти, Блекбърн Роувърс и Бърнли.
През 2017 г. преминава в редиците на Евертън и дебютира за националния отбор на Англия.

## Успехи
Бърнли
- Чемпиъншип: 2015–16

Англия
- Лига на нациите на УЕФА трето място: 2018–19